# Hugo Lindfors
Karl Hugo Lindfors, född 3 december 1860 i Helsingfors, död där 16 juli 1921, var en finlandssvensk ingenjör och fartygskonstruktör.

## Biografi
Karl Hugo Lindfors far var handlanden Carl Emanuel Lindfors (född 23 maj 1806 i Helsingfors, död 29 februari 1868 i Witkars, Kyrkslätt) och hans mor var Emilia Charlotta Dorotea Magito (född 31 januari 1841 i Stockholm, död 7 december 1911 i Helsingfors). Han hade två bröder, kapten Arthur Ivar Lindfors (född 7 november 1862 i Helsingfors)) och kamrer Otto Arvid Lindfors (född 20 december 1864, död 8 oktober 1917 i Helsingfors) och en syster, Hulda Emilia Lindfors (död 15 juni 1911 i Helsingfors).
Lindfors dog 1921 och begravdes på Gamla kyrkogården i Helsingfors. Han lär ha skjutit sig på grund av syfilis.[källa behövs] Lindfors var ogift och hade inga arvingar. Han ägde fastigheten Sjötorp i Tammelund från 1897 till sin död 1921 som han testamenterade till sin bror Arthur.

## Ingenjör och fartygskonstruktör
Lindfors avlade examen vid skeppsbyggeriinstitutet i Göteborg 1886.
Lindfors biträdde vid granskningen av Finlands första isbrytare S/S Murtaja. Han övervakade Murtajas byggande i Stockholm 1890.
Karl Hugo Lindfors och Lars Krogius reste till England för att beställa nya båtar 1890. 1900 köpte han och Krogius Nystads skeppsvarv vilket de innehade till 1916. Lindfors ritade och konstruerade bland annat fartygen Wellamo (som kostade 24 000 pund = 600 000 mark) som byggdes i Dundee, Skottland på firman Gourley & Brothers, liksom Arcturus, Polaris, Titania 1896, Urania, Astrae, Virgo, Oihonna (Oihonna grundstötte utanför Hangö men alla 100 passagerare räddades av Murtaja), Ariadne med flera och isbrytarna Murtaja och Sampo.
Han var engelska Lloyds maskin- och fartygskontrollant i Finland.
Lindfors och Krogius var med och grundade Finska ångfartygs aktiebolaget (FÅA) där han var vice VD.